# Ганс фон Кульмбах
Ганс фон Кульмбах  (справжнє прізвище Зюсс, нім. Hans von Kulmbach,  Sűss, 1476 — до 3 грудня 1522, Нюрнберг) — німецький художник, майстер вітражів, графік.

## Життєпис

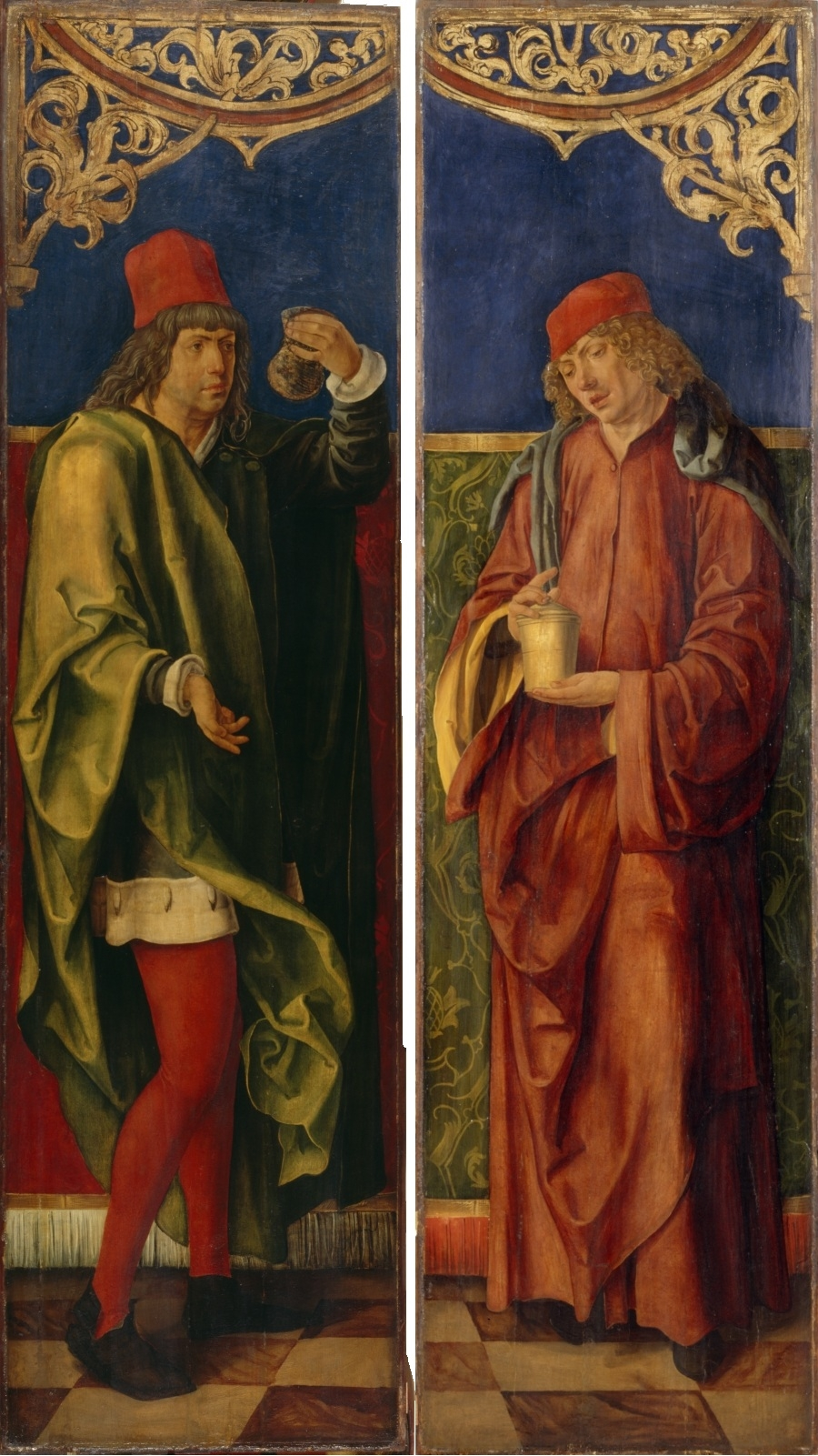
Лоренцкірхе, частина вівтаря

Про ранній період життя та творчості майстра відомо небагато. Місцем народження митця вважають містечко Кульмбах у Франконії. Точної дати народження не виявлено.
Близько 1505 року прибув до міста Нюрнберг, де зустрів італійського художника Якопо де Барбарі. Художнє навчання, за припущеннями, удосконалював у майстерні Якопо де Барбарі, який деякий час працював у Нюрнберзі. Ганса фон Кульмбаха вважають також учнем Альбрехта Дюрера. Як і більшість німецьких майстрів, займався графікою, чого не робив лише художник, інженер та фортифікатор Грюневальд.
Після закінчення навчання отримав право на відкриття власної майстерні і мав її в місті Нюрнберг. Час від часу отримував замовлення і працював у місті Краків. Серед творів майстра — картони для вітражів.

## Неповний перелік творів
- Вітраж церкви Св. Зебальда, Нюрнберг
- Вітраж церкви Фрауенкірхе
- Вівтар Св. Миколая для Лоренцкірхе, Нюрнберг
- Вівтар Св. Марії для Кракова, Скалка
- Вівтар Св. Катерини та Івана Хрестителя, Краків
- Янголи, розпис дверцят для органу, Москва, Музей образотворчих мистецтв імені Пушкіна
- Портрет невідомого пана, Берлін
- Портрет маркграфа Казимира фон Бранденбург, Стара Пінакотека, Мюнхен

## Твори Кульмбаха

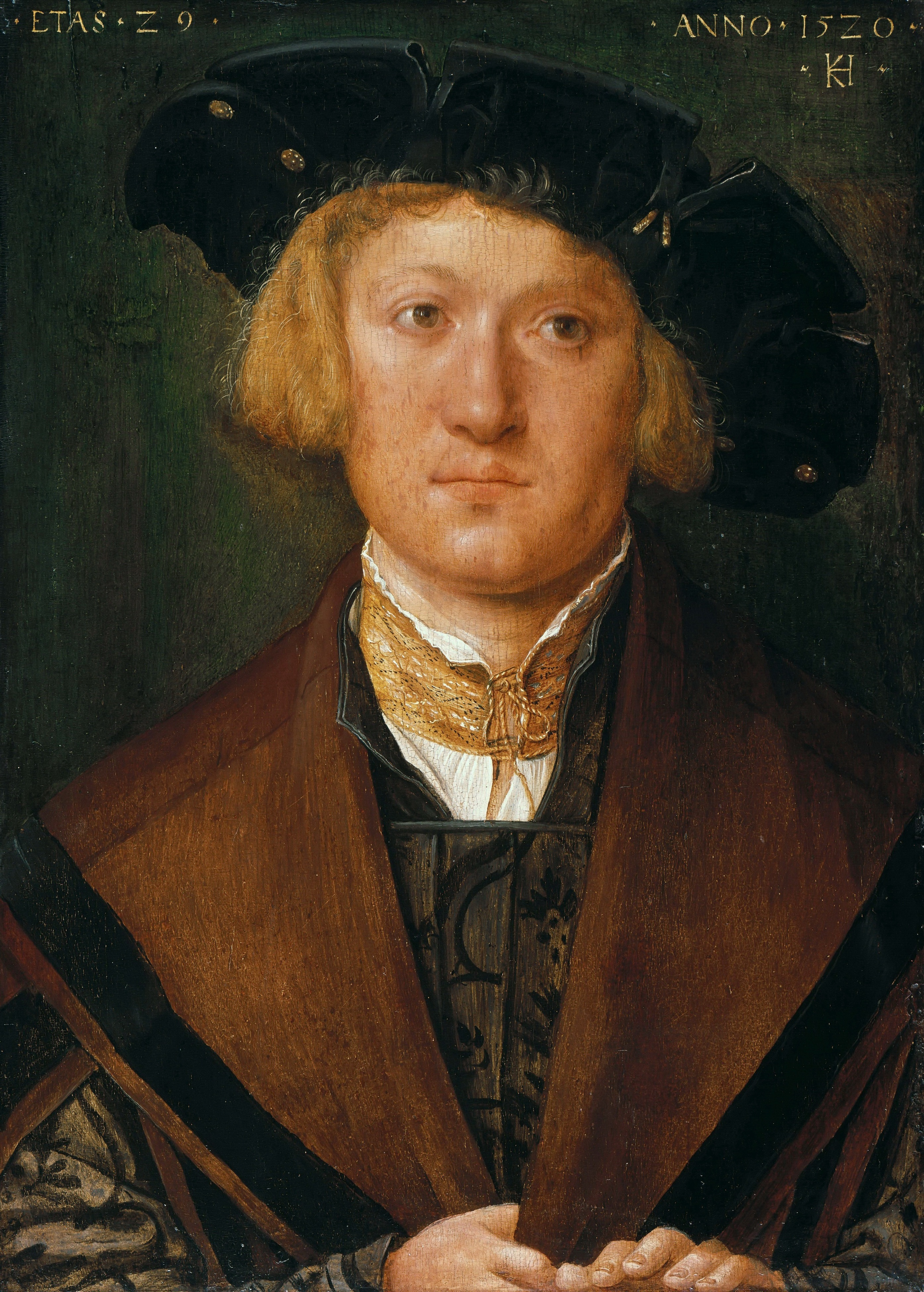
Портрет невідомого пана, Берлін
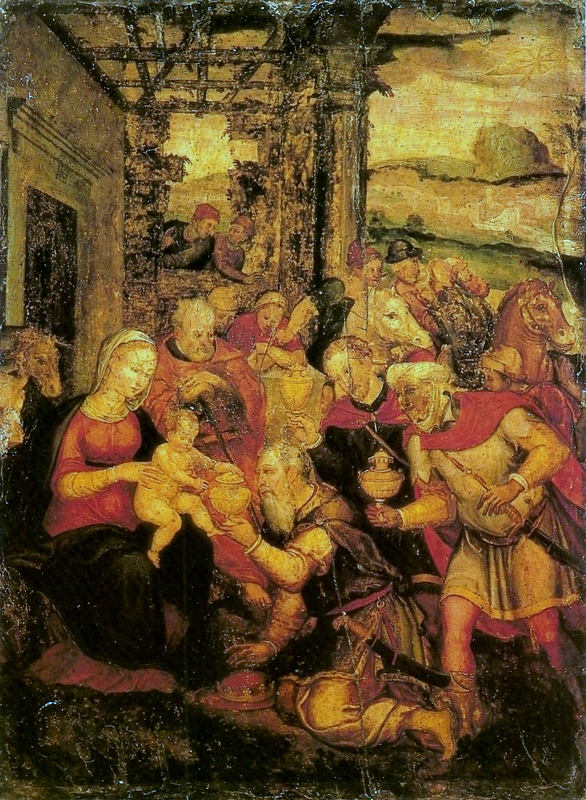
Поклонніння волхвів, Ріо де Жанейро, Бразилія
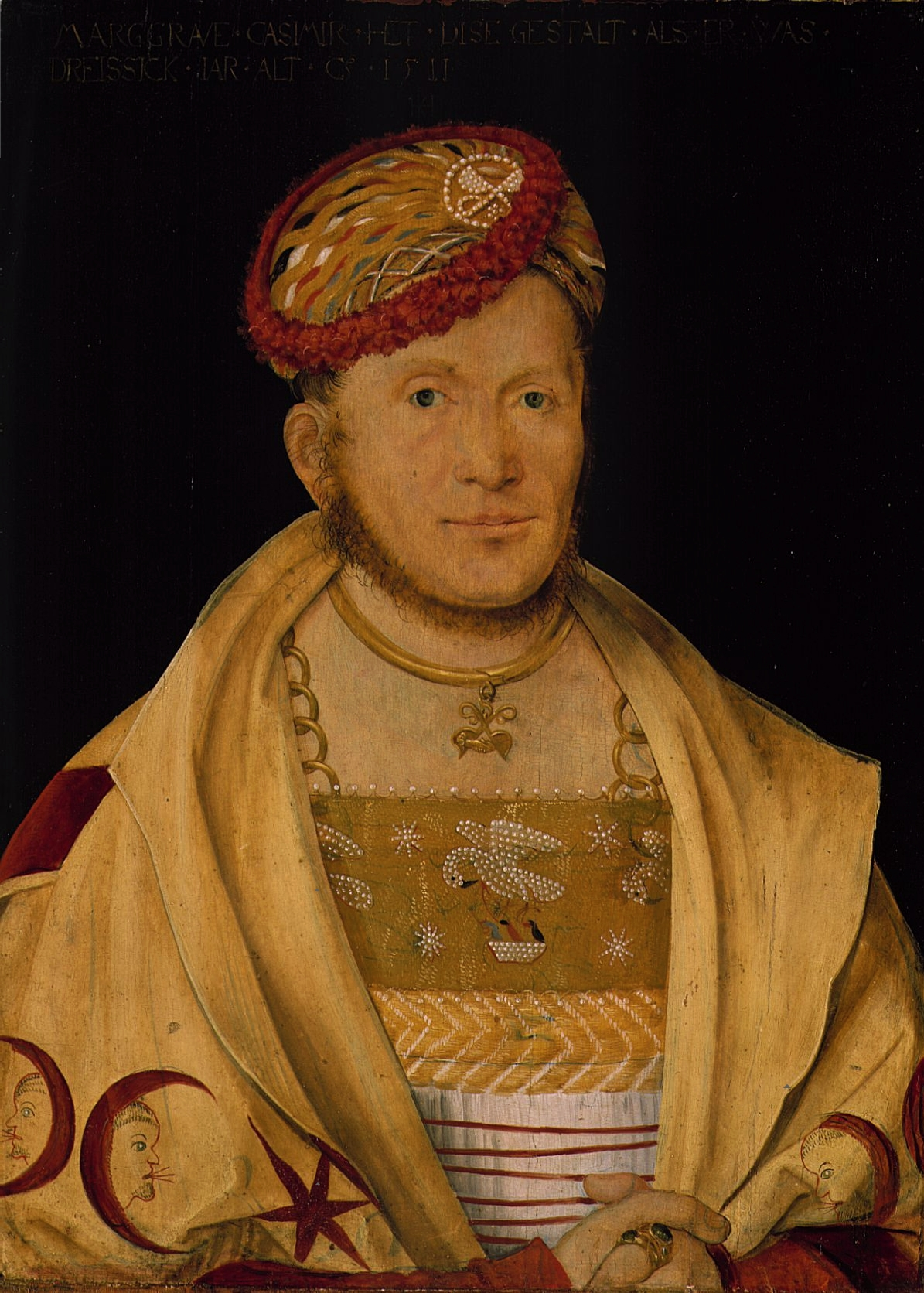
Портрет маркграфа Казимира фон Бранденбург, Стара Пінакотека, Мюнхен
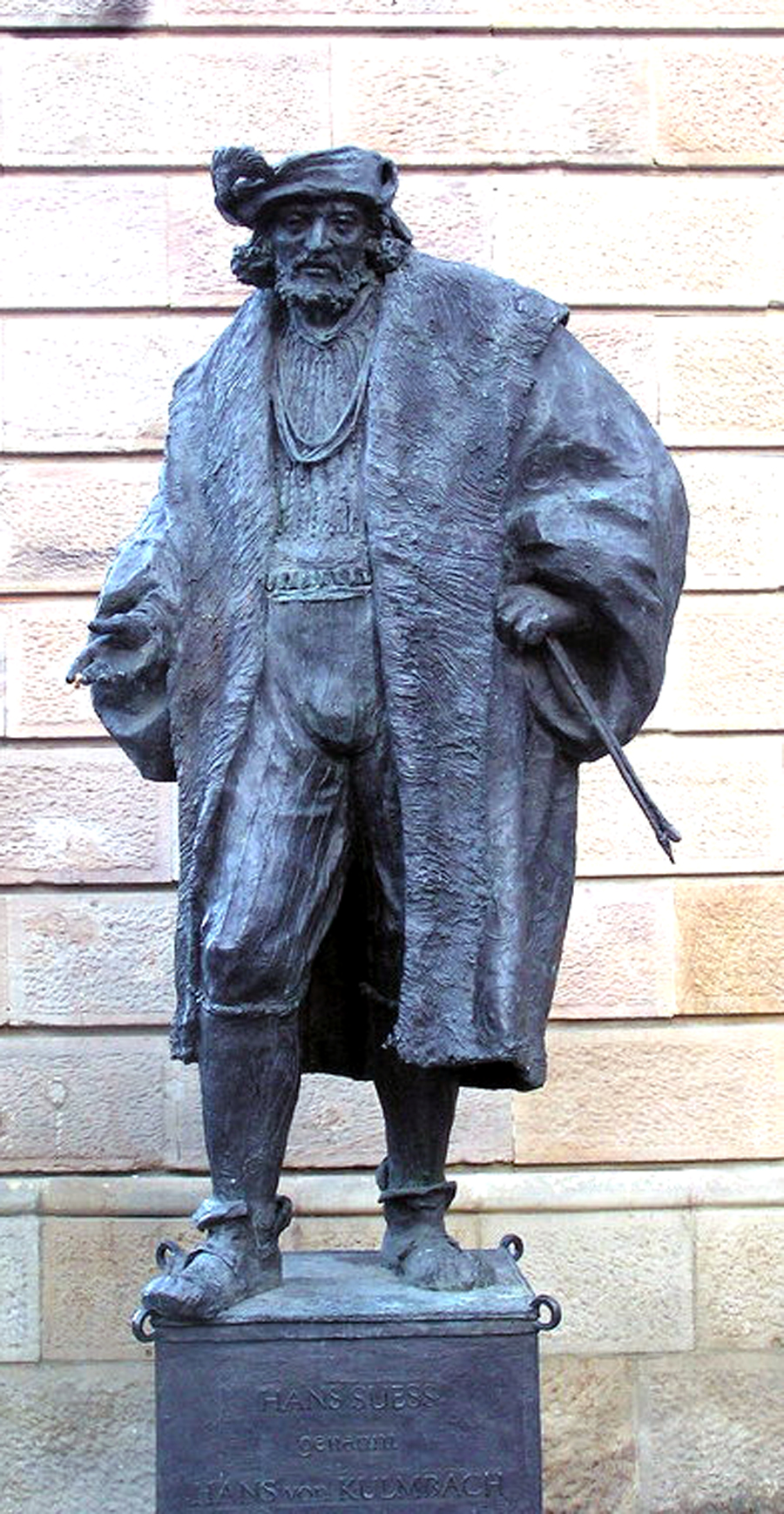
Монумент художнику в місті Кульмбах